# Don't Want You In
«Don't You Want In» es el primer sencillo del tercer álbum de estudio What Can Be Done At This Point, de la cantante mexicana de rock alternativo Elan, lanzado en el 2007.
El video musical fue dirigido por Gulliver Parascandolo quien también dirigió los videos para "This Fool's Life" y "Whatever It Takes".
El video para "Don't You Want In" saltó directo a los listados Top 10 en canales de videos musicales como "Telehit".